# Боестолкновение
Боестолкновение или Боевое столкновение — форма насилия.
В отличие от боя может носить как организованный, так и неорганизованный, спонтанный характер. Строгие эквиваленты в других языках неизвестны. Выражение применяется, среди прочего в военном и полицейском делопроизводстве, когда участники происшествия не могут внятно сформулировать, кто был их противником в ходе происшествия с применением оружия на поражение или предупредительным способом (включая случаи огня по своим, до тех пор, пока достоверно не будет установлено, что это были свои). Применение некоторыми журналистами данного выражения в контексте военной хроники особо участилось в русскоязычных средствах массовой информации в 1990-е годы и по настоящее время. Александр Васильевич Суворов, в своей знаменитой книге «Наука побеждать» называет «Боевое столкновение» — «баталией», а войну — «кампанией». В ЭСБЕ указано что боевое столкновение значительных отрядов (масс войск), решающее участь целой операции или кампании — Сражение. А в Большой советской энциклопедии (1-е издание) тактическое распределение войск, отвечающее плану предстоящего боевого столкновения — Боевой порядок.

## Этимология
Сложное слово «боестолкновение» — двусоставное (объединяет в себе «бой» и «столкновение»), так как предполагает наличие ряда отдельных признаков боя, таких как применение вооружённой силы (насилие), оружия, вооружённых участников с одной, с обеих и большего количества сторон, заранее поставленных в конфронтационное положение друг к другу, либо принявших решение о применении оружия против другой стороны непосредственно на месте.

## Родственные понятия
В отличие от драки, в ходе боестолкновения может применяться стрелковое оружие, в отличие от перестрелки, применяемые средства поражения могут иметь комбинированный характер, в отличие от теракта, участвующие стороны могут не преследовать целью террор.

## Квалифицирующие признаки
Бой — основная форма тактических действий войск, организованное вооруженное столкновение соединений, частей и подразделений воюющих сторон, представляющее собой согласованные по цели, месту и времени удары, огонь и манёвр в целях уничтожения (разгрома) противника и выполнения других тактических задач в определенном районе в течение короткого времени.
Бой является единственным средством для достижения победы. Разгром противника и победа в бою достигаются мощными ударами всех видов оружия, своевременным использованием их результатов, активными и решительными действиями соединений, частей и подразделений. Современный общевойсковой бой характеризуется решительностью, высокой маневренностью, напряжённостью и скоротечностью, быстрыми и резкими изменениями обстановки, разнообразием применяемых способов боевых действий и требует от войск умелого применения всех средств поражения, боевой и специальной техники, высокой организованности, полного напряжения моральных и физических сил, непреклонной воли к победе, мужества, смелости, дерзости, разумной инициативы и военной хитрости, железной дисциплины и боевой сплоченности.
Бой отличается от боестолкновения, в первую очередь, своим целеполаганием, так как исходно предполагает организованное и целенаправленное применение доступных средств поражения и разного рода тактических приёмов для достижения победы над противником, либо для решения другой, конкретно сформулированной боевой задачи. 
Боестолкновение может произойти случайно (в тёмное время суток или в условиях плохой видимости, в тумане и т. п.), дезорганизованно (без построения в боевой или предбоевой порядок), в форме спонтанно-спорадического обмена ударами — перестрелки, поножовщины или других конфликтных ситуаций и случаев агрессии с применением холодного оружия колюще-режущего и ударно-раздробляющего действия с переходом в рукопашную и тому подобными происшествиями, в нём могут участвовать три и более стороны различного порядка (военнослужащие, сотрудники органов внутренних дел и других органов силового блока ведомств, лицензированные сотрудники частных военно-охранных предприятий и военных компаний, наёмники, военные туристы, повстанцы и контр-повстанцы, — лица из числа местного населения, восставшие против повстанцев, — а также бандиты, вооружённые прохожие, беженцы, случайные свидетели-некомбатанты, сбившиеся в своры животные и т. д.) без конкретной государственной принадлежности, при отсутствии альянса или ранее достигнутого соглашения между ними (то есть не являющиеся противоборствующими исходно), и, самое главное, без конкретно поставленной (в форме приказа) перед его участниками задачи достижения победы над противником, которая предполагает приложение мер к её реализации и достижению цели, несмотря на противодействие со стороны противника, потери собственных сил и средств, и другие препятствующие факторы. 
Однако, боестолкновение может вылиться в бой, в том случае, если соответствующее решение будет принято ответственным лицом (командиром, вождём, главарём и т. д.) одной из участвующих сторон непосредственно в ходе боестолкновения и будут приняты меры к его реализации. За отсутствием описываемых квалифицирующих признаков, произошедшее событие трактуется как боестолкновение.

## Примеры
Помимо боестолкновений, имевших место непосредственно в боевой обстановке, имеются многократные примеры случаи боестолкновений в тылу противоборствующих сторон в ходе вооружённых конфликтов, к примеру, советских партизан с антисоветскими элементами, а также в ходе восстаний заключённых в лагерях для военнопленных, где конкретное решение на оказание вооружённого сопротивления принимается непосредственно в ходе восстания, в зависимости от успеха или неудачи в завладении оружием и тому подобное.